# Gesamtministerium Gradnauer I

Dr. Georg Gradnauer

Das Kabinett Gradnauer I (auch Rat der Volksbeauftragten) bildete vom 22. Januar bis 14. März 1919 die Landesregierung von Sachsen.
| Amt                              | Name                 | Partei |
| -------------------------------- | -------------------- | ------ |
| Vorsitzender Äußeres und Inneres | Georg Gradnauer      | SPD    |
| Finanzen                         | August Emil Nitzsche | SPD    |
| Justiz                           | Rudolf Harnisch      | SPD    |
| Militär                          | Gustav Neuring       | SPD    |
| Wirtschaft                       | Albert Schwarz       | SPD    |
| Arbeit und Wohlfahrt             | Max Heldt            | SPD    |
| Kultus                           | Wilhelm Buck         | SPD    |